# Manneville-sur-Risle
Manneville-sur-Risle és un municipi francès situat al departament de l'Eure i a la regió de Normandia. L'any 2007 tenia 1.363 habitants.

## Demografia

### Població
El 2007 la població de fet de Manneville-sur-Risle era de 1.363 persones. Hi havia 532 famílies de les quals 118 eren unipersonals (59 homes vivint sols i 59 dones vivint soles), 159 parelles sense fills, 187 parelles amb fills i 68 famílies monoparentals amb fills.
La població ha evolucionat segons el següent gràfic:
Habitants censats

### Habitatges
El 2007 hi havia 589 habitatges, 542 eren l'habitatge principal de la família, 22 eren segones residències i 25 estaven desocupats. 566 eren cases i 23 eren apartaments. Dels 542 habitatges principals, 350 estaven ocupats pels seus propietaris, 182 estaven llogats i ocupats pels llogaters i 10 estaven cedits a títol gratuït; 1 tenia una cambra, 44 en tenien dues, 99 en tenien tres, 146 en tenien quatre i 252 en tenien cinc o més. 419 habitatges disposaven pel capbaix d'una plaça de pàrquing. A 229 habitatges hi havia un automòbil i a 254 n'hi havia dos o més.

### Piràmide de població
La piràmide de població per edats i sexe el 2009 era:
| Homes | Edats   | Dones |
| ----- | ------- | ----- |
| 0     | 95 o +  | 0     |
| 0     | 90 a 94 | 12    |
| 4     | 85 a 89 | 4     |
| 8     | 80 a 84 | 8     |
| 20    | 75 a 79 | 32    |
| 20    | 70 a 74 | 24    |
| 36    | 65 a 69 | 28    |
| 8     | 60 a 64 | 8     |
| 28    | 55 a 59 | 32    |
| 16    | 50 a 54 | 24    |
| 60    | 45 a 49 | 44    |
| 44    | 40 a 44 | 48    |
| 36    | 35 a 39 | 32    |
| 40    | 30 a 34 | 32    |
| 36    | 25 a 29 | 40    |
| 20    | 20 a 24 | 40    |
| 60    | 15 a 19 | 36    |
| 40    | 10 a 14 | 28    |
| 16    | 5 a 9   | 44    |
| 32    | 0 a 4   | 12    |

## Economia
El 2007 la població en edat de treballar era de 879 persones, 664 eren actives i 215 eren inactives. De les 664 persones actives 584 estaven ocupades (323 homes i 261 dones) i 80 estaven aturades (32 homes i 48 dones). De les 215 persones inactives 64 estaven jubilades, 59 estaven estudiant i 92 estaven classificades com a «altres inactius».

### Ingressos
El 2009 a Manneville-sur-Risle hi havia 586 unitats fiscals que integraven 1.497 persones, la mediana anual d'ingressos fiscals per persona era de 18.822 €.

### Activitats econòmiques
Dels 38 establiments que hi havia el 2007, 1 era d'una empresa de fabricació de material elèctric, 7 d'empreses de fabricació d'altres productes industrials, 4 d'empreses de construcció, 9 d'empreses de comerç i reparació d'automòbils, 2 d'empreses de transport, 5 d'empreses d'hostatgeria i restauració, 2 d'empreses financeres, 5 d'empreses de serveis, 1 d'una entitat de l'administració pública i 2 d'empreses classificades com a «altres activitats de serveis».
Dels 8 establiments de servei als particulars que hi havia el 2009, 1 era un taller de reparació d'automòbils i de material agrícola, 3 paletes, 1 electricista, 1 perruqueria i 2 restaurants.
Dels 3 establiments comercials que hi havia el 2009, 1 era un supermercat, 1 una botiga de més de 120 m² i 1 una botiga de menys de 120 m².
L'any 2000 a Manneville-sur-Risle hi havia 17 explotacions agrícoles que ocupaven un total de 605 hectàrees.

## Equipaments sanitaris i escolars
L'únic equipament sanitari que hi havia el 2009 era una ambulància.
El 2009 hi havia una escola elemental. Manneville-sur-Risle disposava d'un col·legi d'educació secundària amb 486 alumnes.

## Poblacions més properes
El següent diagrama mostra les poblacions més properes.